# Tajwan (Polska)
Tajwan – osada w Polsce, w województwie kujawsko-pomorskim, w powiecie tucholskim, w gminie Tuchola, na Pojezierzu Krajeńskim, nad południowym brzegiem jeziora Stobno. Wchodzi w skład sołectwa Stobno.
Do 2023 miejscowość była osadą wsi Stobno.
W latach 1975–1998 osada administracyjnie należała do województwa bydgoskiego.